# Little Bay, Montserrat
Little Bay là một thị trấn cảng đang được xây dựng, được dự định là thủ phủ trong tương lai của đảo Montserrat, một Lãnh thổ Hải ngoại thuộc Anh ở Caribe. Thị trấn tiếp giáp với thị trấn Brades, nơi hiện đang đặt trụ sở chính phủ.

## Lịch sử
Thủ phủ chính thức của Montserrat tại Plymouth, ở phía nam của hòn đảo, đã bị bỏ hoang vào năm 1997 sau khi nó bị chôn vùi bởi vụ phun trào năm 1995 của núi lửa Soufriere Hills. Các tòa nhà chính phủ lâm thời kể từ đó đã được xây dựng tại Brades, trở thành thủ đô chính trị vào năm 1998. Việc di chuyển ban đầu chỉ là tạm thời, nhưng nó vẫn là thủ phủ trên thực tế của hòn đảo kể từ đó.
Dự án được tài trợ bởi Chính phủ Montserrat và Bộ Phát triển Quốc tế của Chính phủ Vương quốc Anh. Sau cái chết của Diana, Công nương xứ Wales vào năm 1997, chính quyền hòn đảo bắt đầu quá trình tìm kiếm sự chấp thuận để đặt tên cho thủ đô mới là Port Diana.
Vào năm 2012, một kế hoạch xây dựng các tòa nhà chính phủ đã được quyết định, và cùng với những thứ khác, một cảng mới sẽ được xây dựng, có thể tiếp nhận các tàu có kích thước lên đến 300 mét. Theo quốc đảo, điều đó cũng sẽ có lợi cho lưu lượng tàu du lịch. Tổng chi phí ước tính ít nhất là 200 triệu đô la Mỹ, khoảng một nửa trong số đó liên quan đến cảng. Năm 2013, các công việc ban đầu đã bắt đầu để chuẩn bị khu vực này cho việc xây dựng. Vào tháng 5 năm 2019, công việc xây dựng cảng bắt đầu.